# Lita Soriano
Lita Soriano (Buenos Aires, Argentina; 1929 - ibídem, 23 de marzo de 2004) fue una gran primera actriz de cine, teatro, radio y televisión y una eximia recitadora argentina.

## Carrera
Estudió en el Seminario Dramático, cerrado en 1955. Trabajó en teatro y radioteatro, con reconocidos actores como Luis Medina Castro, Miguel Ligero, etc. Ese mismo año, Blackie quedó maravillada con una actuación suya en teatro y la convocó para trabajar en televisión.

### Filmografía
- 1952: La muerte en las calles
- 1956: Una mujer diferente

### Televisión
- 1954: Caja de sorpresas, junto a George Rigaud.
- 1955: Ciclo de teatro universal, dirigido por  Cunill Cabanellas y emitido por Canal 7.
- 1959: Teatro del sábado
- 1960: Las sombras
- 1960: Dos y dos son cuatro
- 1960: Yo y un millón
- 1961: Ciclo de teatro argentino
- 1962: Teleteatro del hogar
- 1963: Teatro Trece
- 1964: Teatro 9
- 1969/1971: Simplemente María
- 1970: Los parientes de la Galleguita
- 1970: Lucía Sombra
- 1971: Aquellos que fueron
- 1971: Frente a la facultad
- 1971/1972: Alta comedia, formando elenco de la versión televisiva de Esperando la carroza.
- 1972: Mi dulce enamorada
- 1973: Jugar a morir
- 1973: Alta comedia
- 1973: Ese... que no la quiere
- 1973: Con odio y con amor
- 1974: Mujeres de mi patria
- 1974: Humor a la italiana
- 1975: Lo mejor de nuestra vida... nuestros hijos
- 1975/1976: Alguna vez, algún día
- 1976: El amor tiene cara de mujer
- 1977: Hermosos mentirosos
- 1978: Al filo de la medianoche
- 1979: Propiedad horizontal
- 1980/1981: Trampa para un soñador
- 1981: Quiero gritar tu nombre
- 1981: Las 24 horas
- 1981: Teatro de humor
- 1982: Todo tuyo
- 1982/1983: Secreto de amor
- 1984: Dos vidas y un destino
- 1985: Increíblemente sola
- 1986: Venganza de mujer
- 1987: Me niego a perderte
- 1987: Como la hiedra
- 1988: Sin marido
- 1988/1989: Ella contra mí
- 1992: Soy Gina
- 1989: La extraña dama
- 1991: Manuela
- 1991/1992: Cosecharás tu siembra
- 1992: Alta comedia
- 1992: El oro y el barro
- 1993: Celeste siempre Celeste
- 1994/1995: Sin Condena
- 1995: Amigovios
- 1996: Montaña rusa, otra vuelta
- 1996: Por siempre mujercitas
- 1996: Alén, luz de luna,
- 1997:     Alta Comedia. "Fuerte como la muerte".
- 1998: Alas, poder y pasión
- 1998/1999: La nocturna
- 1998: Muñeca Brava
- 2001: Yago, pasión morena

### Teatro
- Yerma, con María Casares, dirigidas por Margarita Xirgu. En el Teatro San Martín.
- Bodas de sangre
- La casa de Bernarda Alba(La Poncia )
- La zapatera prodigiosa
- Divinas palabras
- Así es la vida
- El sí de las niñas
- El enfermo imaginario
- Nuestra bella que duerme
- Tres personajes a la pesca de un autor
- Melenita de oro
- La Canción de Buenos Aires
- Tres valses, la Comedia Musical
- Fiebre de heno

Además de actriz, Lita, fue una gran recitadora de poemas que con una tonada gallega solía captar la atención del público. Ya desde sus tempranos 7 años recitaba en la Federación de Sociedades Gallegas donde su padre, Santiago Suárez, era presidente. A pesar de los tiempos que corrían, y aun en donde en otras familias ella hubiera sido la oveja negra, siempre fue apoyada en su seno familiar cuando sintió la vocación para la cual estaba hecha.

## Galardones
En 1992 recibió el Premio Trinidad Guevara por su papel de "Poncia" en La casa de Bernarda Alba y, en 2000, el Premio Blanca Podestá y un diploma por su trayectoria del Congreso de la Nación.

## Vida privada
Nació en Buenos Aires en el año 1927 . Hija de inmigrantes Gallegos, Santiago Suárez y Manuela de Vesa. Tuvo tres hermanos, Nieves, Casimiro, y Pablo ( este último fallecido a los 4 años de falso Crup). Además de contar con otros tres medios hermanos por parte de madre, que quedaron a cargo del padre en España. Era la época en donde muchos de los inmigrantes soñaban con venir a hacer "la América" y volver a su país. Pero esto no sucedió con su familia. Nunca conoció a sus hermanos de España, si bien tenían contacto por cartas.
Su padre Santiago era carpintero y restaurador de muebles, su madre Manuela,ama de casa. Ya contaban con un artista reconocido en la familia por parte de Doña Manuela, cantante de tango, nada menos que Francisco Amor. ( primo de Manuela )
Siempre fue muy extovertida y sintiendo esa innegable vocación que la llamaba, desde chica comenzó recitando poemas de Federico García Lorca, en las reuniones de la Federación Gallega.
Lita estuvo casada en primeras nupcias con su novio de la adolescencia, ( Tono ). Este matrimonio duró solo un año, eran muy jóvenes luego de otros romances conoció en 1964 al que sería su pareja de toda la vida, Roberto Trespando, quien era director de cámaras en [[canal 7]], en los albores de la televisión Argentina. Permaneció con él hasta su muerte. No tuvo hijos.

## Fallecimiento
Lita Soriano murió el 23 de marzo de 2004 tras ser sometida a tres by-pass y tener una complicación renal. Sus restos descansan en panteón argentino de actores del Cementerio de la Chacarita. Tenía 76 años.